# Salla

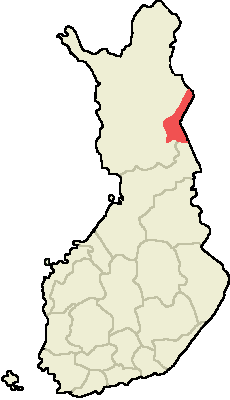
Vị trí của Salla

Salla (tên cũ là Kuolajärvi cho đến năm 1936) là một đô thị của Phần Lan và nằm ở Lapland. Dân số là 4.970 người với diện tích là 5.878 km² trong đó 134,85 km² là diện tích mặt nước. Mật độ dân số là 0,8 người mỗi km².
Quân Liên Xô đã xâm lược Phần Lan tại Salla trong thời Chiến tranh mùa Đông nhưng đã bị quân đội Phần Lan chặn lại (xem trận Salla). Một số khu vực của đô thị này đã được nhượng cho Liên Xô sau cuộc chiến. Khu vực chuyển nhượng đôi khi được gọi là "Salla Cũ" hay Vanha Salla. Trong cuộc Chiến tranh Tiếp diễn, phố cổ Salla nằm ở phía Liên Xô.

## Các làng đã nhượng cho Liên Xô
1. Korja (Korya)
2. Kuolajärvi (Kuoloyarvi)
3. Kurtti
4. Lampela
5. Sallansuu
6. Sovajärvi
7. Tuutijärvi
8. Vuorijärvi (Vuoriyarvi)